# Alaksandr Jaraszewicz
Alaksandr Mikałajewicz Jaraszewicz (biał. Аляксандр Мікалаевіч Ярашэвіч, ros. Александр Николаевич Ярошевич, Aleksandr Nikołajewicz Jaroszewicz; ur. 7 czerwca 1963 w Terebieżowie Górnym) – białoruski polityk, w latach 2012–2016 deputowany do Izby Reprezentantów Zgromadzenia Narodowego Republiki Białorusi V kadencji.

## Życiorys
Urodził się 7 czerwca 1963 roku we wsi Terebieżów Górny, w rejonie stolińskim obwodu brzeskiego Białoruskiej SRR, ZSRR. Ukończył Moskiewski Instytut Gospodarki Komunalnej i Budownictwa, uzyskując wykształcenie inżyniera budownictwa miejskiego. Pracował jako mistrz, inżynier, główny inżynier, zastępca dyrektora Stolińskiego Republikańskiego Zjednoczenia Produkcyjnego Użyteczności Publicznej, naczelnik Stolińskiej Drogowo-Budowlanej Mobilnej Kolumny Zmechanizowanej Nr 32 (DSPMK-32). Był deputowanym do Brzeskiej Obwodowej Rady Deputowanych XXVI kadencji.
18 października 2012 roku został deputowanym do Izby Reprezentantów Zgromadzenia Narodowego Republiki Białorusi V kadencji ze Stolińskiego Okręgu Wyborczego Nr 16. Pełnił w niej funkcję zastępcy przewodniczącego Stałej Komisji ds. Polityki Mieszkaniowej i Budownictwa. Jego kadencja w Izbie Reprezentantów zakończyła się 11 października 2016 roku.

## Odznaczenia
- Medal „Za zasługi bojowe” (ZSRR);
- Medal Od Wdzięcznego Narodu Afgańskiego (Demokratyczna Republika Afganistanu);
- Medal jubileuszowy „70 lat Sił Zbrojnych ZSRR” (ZSRR);
- Medal Jubileuszowy 65 lat Zwycięstwa w Wielkiej Wojnie Ojczyźnianej lat 1941-1944;
- Medal Jubileuszowy Na Pamiątkę 10-lecia Wyprowadzenia Wojsk Radzieckich z Afganistanu;
- Medal Jubileuszowy „20 lat Wyprowadzenia Wojsk Radzieckich z Afganistanu”;
- Odznaka Bojownikowi-Internacjonaliście (ZSRR);
- Odznaka „Honorowy Pracownik Gospodarki Mieszkaniowo-Komunalnej”[1].

## Życie prywatne
Alaksandr Jaraszewicz jest żonaty, ma syna i córkę.